# Titius Justus
Titius Justus war laut Apostelgeschichte 18, 7  ein Gottesfürchtiger, ein der Synagoge verbundener nichtjüdischer Grieche, der zur Zeit der 2. Missionsreise des Paulus in Korinth lebte. 

## Leben und Wirken
Nachdem Paulus in der dortigen Synagoge viele Juden und Griechen von Jesus als dem Christus überzeugt hatte, kam es zu Widerständen gegen ihn, woraufhin er sich den nichtjüdischen Einwohnern Korinths zuwandte. Als Folge kam er in das Haus des Titius Justus, das sich in der Nähe der Synagoge befand. Dieses wurde damit zum eigenen Versammlungsort der christlichen Gemeinde. Die Bezeichnung als „Gottesfürchtiger“ weist Titius Justus als einen ehemaligen Heiden aus, der am Synagogengottesdienst teilnahm und die mosaischen Gesetze teilweise befolgte, der aber anders als die Proselyten noch nicht durch Beschneidung rechtsgültig zum Judentum übergetreten war.